# مارثا ولز
مارثا ولز (بالإنجليزية: Martha Wells)‏‏ (1 سبتمبر 1964 في فورت وورث، تكساس - ) روائية، وكاتبة خيال علمي من الولايات المتحدة.

## الجوائز
- جائزة نابيولا لأفضل رواية  [لغات أخرى]‏[21]
- Locus Award for Best Novella [الإنجليزية]‏
- جائزة هوجو لأفضل نوفيلا[22]